# Pontestazzemese
Pontestazzemese è una frazione del comune di Stazzema (LU), in Alta Versilia.

## Geografia fisica
Il paese è prospiciente al Parco naturale regionale delle Alpi Apuane ed è collocato sul fondovalle alla confluenza del torrente Cardoso, proveniente dalla omonima valle sovrastata dal Monte Forato, con il fiume Vezza.
Pontestazzemese, in forza della sua posizione centrale nell'ambito del territorio comunale, è stata scelta come sede municipale.

## Monumenti e luoghi d'interesse
- Chiesa di Sant'Antonio da Padova, edificio parrocchiale della frazione, conserva all'interno una pianeta del XV secolo.[2]
- Palazzo Comunale, o Municipio, imponente edificio sede dell'amministrazione comunale di Stazzema.
- Marginetta, edicola votiva datata 1846 che rappresenta l'annunciazione di Maria, è accompagnata da una lapide che reca le parole: «Ho passeggier/che passi in questa via/non ti scordar di salutar Maria».

## Infrastrutture e trasporti
Pontestazzemese sorge lungo la strada provinciale 42, sulla quale sono svolte autocorse in servizio di trasporto pubblico locale gestite dalla società CTT Nord.
Fra il 1922 ed il 1951 era presente una rete di tranvie a vapore a scartamento ridotto, le tranvie della Versilia, che collegavano Pontestazzemese con Arni (località Culaccio) da una parte e Seravezza dall'altra, proseguendo da quest'ultima località fino a Querceta, Forte dei Marmi e Pietrasanta.